# Puilly-et-Charbeaux
Puilly-et-Charbeaux település Franciaországban, Ardennes megyében. Lakosainak száma 218 fő (2022. január 1.). Puilly-et-Charbeaux Auflance, Blagny, Les Deux-Villes, Fromy, Linay, Mogues, Moiry, Tremblois-lès-Carignan és Williers községekkel határos.

## Népesség
A település népességének változása:
| Lakosok száma | 384  | 305  | 258  | 254  | 260  | 249  | 227  | 220  | 217  | 218  |
|               | 1968 | 1982 | 1990 | 2006 | 2013 | 2015 | 2017 | 2019 | 2020 | 2022 |